# Calycophysum pedunculatum
Calycophysum pedunculatum är en gurkväxtart som beskrevs av Karst. och Triana. Calycophysum pedunculatum ingår i släktet Calycophysum och familjen gurkväxter. Inga underarter finns listade i Catalogue of Life.